# Léon Guéry
Pour les articles homonymes, voir Guéry (homonymie).
Léon Guéry est un footballeur français né le 25 août 1920 à Hérin (Nord) et mort le 9 septembre 1995 à Auberchicourt (Nord). Il a évolué comme demi à l'US Valenciennes-Anzin.
Il avait commencé sa carrière professionnelle en 1938. À l'époque, le club nordiste qui venait de descendre en Division 2, avait mis fin aux contrats des joueurs vedettes et avait recruté pour les remplacer de nombreux jeunes de la région. Léon Guéry a ainsi été titulaire de l'équipe  et joué avec le futur international René Bihel.

## Carrière de joueur
- 1938-1950: US Valenciennes Anzin (D2)

## Source
- Collectif, Le football à l'U.S.V.A. de 1933 à 1960, Éditions Nord-Publicité, Valenciennes, 1960.